# Aleksej Prudnikov
Aleksei Pavlovich Prudnikov (Mosca, 20 marzo 1960) è un ex calciatore sovietico e russo.

## Carriera

### Club
Ha giocato 2 partite in Champions League e 5 partite in Coppa UEFA.

### Nazionale
Ha fatto parte della nazionale sovietica, con cui ha vinto una medaglia d'oro alle Olimpiadi di Seoul nel 1988.

## Palmarès

### Club

#### Competizioni nazionali
- Campionato sovietico: 1

Spartak Mosca: 1979
- Kubok SSSR: 1

Dinamo Mosca: 1984

### Nazionale
- Oro olimpico: 1

Seul 1988